# Oliver Janich
Oliver Janich (n. 3 ianuarie 1973 în München, Germania) este un autor, jurnalist și un om politic german, lider al Partei der Vernunft (pdv).

## Opere
- Money-Management. Rationalität und Anwendung des Fixed-fractional-Ansatzes. TM-Börsenverlag, Rosenheim 1996, ISBN 3-930851-10-5
- Das Kapitalismus-Komplott. Die geheimen Zirkel der Macht und ihre Methoden. FinanzBuch-Verlag, München 2010, ISBN 978-3-89879-577-7